# Gerhard Göllnitz
Gerhard Carl Otto Friedrich Herbert Göllnitz (* 28. April 1920 in Güstrow; † 3. Januar 2003 in Rostock) war ein deutscher Psychiater und Neurologe, der hauptsächlich forschend in der Kinderpsychiatrie tätig war. Er hatte den ersten Lehrstuhl für Kinderneuropsychiatrie in der DDR inne.

## Leben
Gerhard Göllnitz bestand das Abitur 1938 an der John-Brinckman-Schule Güstrow und studierte von 1938 bis 1945 Humanmedizin an der Universität Rostock. Zeitweilig kam es zu Unterbrechungen des Studiums für den Reichsarbeitsdienst und zur Einziehung zur Wehrmacht (1941–1942). Nach dem Zweiten Weltkrieg begann Göllnitz, frisch promoviert, als Hilfsarzt im Reserve-Lazarett Rostock zu arbeiten. Er war von 1945 bis 1953 Pflichtassistent und wissenschaftlicher Assistent, wurde 1952 habilitiert, arbeitete im Verlauf als Oberarzt an der Universitätsnervenklinik Rostock. Die Facharztprüfung für den Facharzt für Neurologie und Psychiatrie bestand er 1951. Von 1953 bis 1985 war er Professor für Psychiatrie und Neurologie an der Universität Rostock. Er leitete ab 1958 die neugegründete Abteilung für Kinder- und Jugendpsychiatrie und hatte die kommissarische Leitung des Lehrstuhls für Psychiatrie inne. Ab 1959 war er Direktor der Universitäts-Nervenklinik in Nachfolge von Franz Günther von Stockert. Die Anerkennung als Subspezialist für Kinderneuropsychiatrie erfolgte 1972. Im Jahr 1985 wurde Göllnitz emeritiert.
Göllnitz war international angesehen für seine Beiträge zum Forschungsgebiet der frühkindlichen Hirnschädigung. Auf ihn geht das Konzept des sogenannten „Achsensyndroms“ zurück, das in seiner Symptomatik dem international bekannteren Konzept des psychoorganischen Syndroms (POS) weitgehend ähnelt. Dabei beschrieb er auch Verhaltensauffälligkeiten, die sich durch die Gabe von Amphetamin bessern ließen und verwendete dafür den Begriff der „Dextro-Amphetamin-Antwortstörung“. Die aktuelle Forschung zum Aufmerksamkeitsdefizit-/Hyperaktivitätssyndrom (ADHS) ist die moderne Fortsetzung dieses Forschungsgebietes.

## Funktionen
- 1958–1990: Vorstandsmitglied der Gesellschaft für Psychiatrie und Neurologie der DDR
- 1962–1985: Vorsitzender der Sektion Kinderneuropsychiatrie der Gesellschaft für Psychiatrie und Neurologie der DDR
- 1965–1990: Mitglied der Arbeitsgemeinschaft „Neurologische Rehabilitation“ der Weltföderation für Neurologie
- 1968–1990: Mitglied der Redaktionskommission der Zeitschrift „Acta Paedopsychiatrica“, Basel
- 1969–1989: Leiter des Forschungsprojektes „Defektives Kind“
- 1971–1979: Vizepräsident der „Union Europäischer Pädopsychiater“ (Stockholm-Wien-Madrid)
- 1972–1990: Mitglied der Redaktionskommission der Zeitschrift „Psychiatrie, Neurologie, medizinische Psychologie“, Leipzig

## Veröffentlichungen (Auswahl)
- Die Bedeutung der frühkindlichen Hirnschädigung für die Kinderpsychiatrie. Thieme, Leipzig 1954, (Erweiterte Habilitationsschrift).
- Neuropsychiatrie des Kindes- und Jugendalters. Fischer, Jena 1970, (5., überarbeitete und erweiterte Auflage. Fischer, Jena u. a. 1992, ISBN 3-334-60343-1).
- mit Gertrud Schulz-Wulf: Rhythmisch-psychomotorische Musiktherapie. Eine gezielte Behandlung entwicklungsgeschädigter Kinder und Jugendlicher (= Sammlung zwangloser Abhandlungen aus dem Gebiete der Psychiatrie und Neurologie. 44, ISSN 0558-373X). Fischer, Jena 1973.
- Kinderneuropsychiatrie. In: Karl Seidel, Heinz A. F. Schulze, Gerhard Göllnitz, Hans Szewczyk (Hrsg.): Neurologie und Psychiatrie einschließlich Kinderneuropsychiatrie und Gerichtliche Psychiatrie. Studentenlehrbuch. Verlag Volk und Gesundheit, Berlin 1977, (4. Auflage. ebenda 1988, ISBN 3-333-00121-7).

## Ehrungen
- 1969: Hufeland-Medaille
- 1974: Goldene Ehrennadel der URANIA
- 1974: Universitätspreis für Forschung
- 1976: Ehrenplakette der internationalen Gesellschaft für Sozialpsychiatrie (Opatija)
- 1976: Ehrenplakette der Gesellschaft für Klinische Medizin
- 1979: Nationalpreis 3. Klasse für Wissenschaft und Technik im Kollektiv
- 1978: Ehrenmitglied der Purkyne-Gesellschaft der CSSR
- 1981: Ehrenmitglied der Österreichischen Arbeitsgemeinschaft für Kinder
- 1983: Ehrenmitglied der Ungarischen Gesellschaft für Psychiatrie
- 1983: Karl-Bonhoeffer-Medaille der Gesellschaft für Psychiatrie und Neurologie der DDR
- 1984: Ehrennadel der Universität Rostock
- 1990: Österreichisches Ehrenkreuz für Wissenschaft und Kunst I. Klasse
- 1995: Ehrenmitglied der deutschen Gesellschaft für Kinder- und Jugendpsychiatrie und Psychotherapie